# Overtoom 241 (Amsterdam)

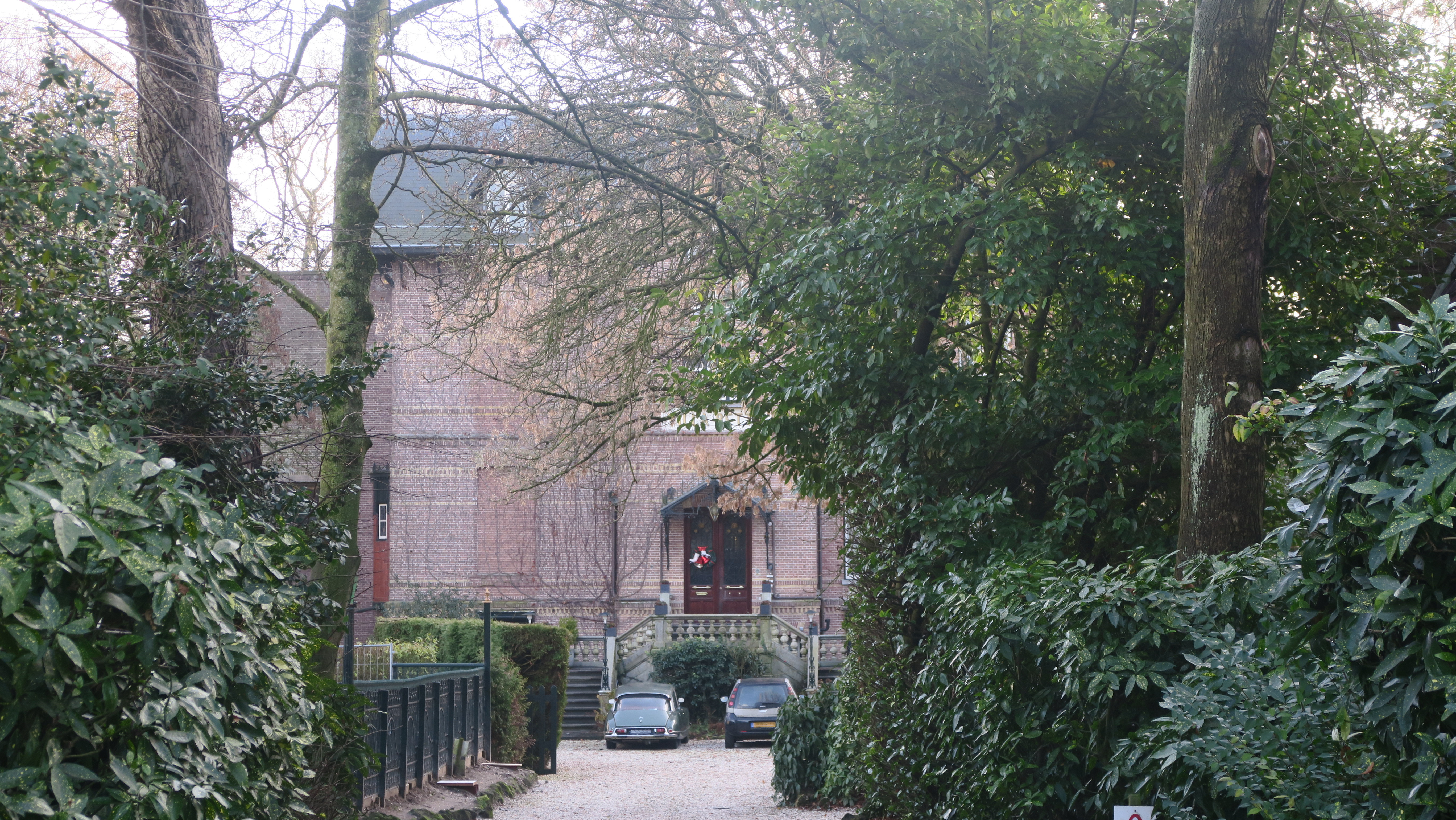
in de verte: Villa Betty (december 2019)

Overtoom 241 in Amsterdam, bekend als Villa Betty, is een rijksmonument in Amsterdam-West (Oud-West). Het ligt in een tuin tussen Overtoom en Vondelpark en staat dichter tegen het park dan tegen de weg.
Het pand werd vanaf oktober 1877 in baksteen opgetrokken op een natuurstenen plint. Het terrein lag toen binnen de gemeente Nieuwer-Amstel en de Overtoom was nog een waterweg. Er is een "eerste steen" aangebracht dragende de naam “P.H.F.M. Smithuijsen 2 jaren october 1877” (Petrus Hendricus Franciscus Maria, geboren 1875, dan dus 2 jaar oud). Het gebouw ontworpen door Peter Laarman werd gebouwd in opdracht van tabakshandelaren Franciscus Antonius en Petrus Hermann Franciscus Smithuijsen, die laatste was ook gemeenteraadslid van Nieuwer-Amstel. Petrus trok even later in een kleine villa aan de Gerard Brandtstraat, dan nog H.G. Kosterstraat genoemd. De architect maakte gebruik van stijlkenmerken uit diverse perioden gecombineerd tot eclecticisme. Zo zijn er tekenen van chaletstijl en jugendstil te vinden. Al vrij vlot (1900) kreeg het gebouw onder beheer van de nieuwe eigenaar en tabakshandelaar Eduard Adolph Lehmann (2 oktober 1875 - 30 april 1933) een nieuw interieur. Hij wist het voor 80.000 gulden te bemachtigen toen de weduwe van Petrus het hoofdgebouw moest verkopen. Diezelfde Lehmann liet het gebouw constant aanpassen waarbij Gerrit van Arkel, Jos Cuypers en D.F. Slothouwer betrokken waren. Er kwamen Hollandse, Franse, Arabische, Chinese en Engelse kamers en een Empire- en Mechelse kamer. Uit een bedrijfspand aan de Warmoesstraat werd een plafondversiering overgebracht. In 1900 trouwde Lehmann met Clara Betty von Hunteln (5 mei 1880 - 19 december 1980), dochter van een procuratiehouder; de villa kreeg haar naam Villa Betty. Haar naam is tevens terug te vinden in wederom een "eerste steen" Betty Lehmann-von Hunteln, 7 juni 1900 voor een poort, stal en koetshuis (later garage) aan Overtoom 243-245.
Een hele ris kunstenaars bracht ooit een bezoek aan de villa, zoals George Hendrik Breitner (hij woonde aan de overkant), Isaac Israëls, Hendrik Willem Mesdag etc. Betty werd in die dagen koningin van de Overtoom genoemd. Von Hunteln hertrouwde in 1937 met medicus Cornelius Ubbo Ariëns Kappers, die ook in de villa kwam wonen.   
In 1980 overleed Betty van Hunteln en kwam het gebouw in 1983 in handen van Ronnie van de Putte, berucht speculant in Amsterdam, maar hij belandde in de cel. Het kwam nog in datzelfde jaar in handen van vastgoedmagnaat Nicolaas (N.P.J.) Sandmann, die zijn beheer van onroerend goed onderbracht in de Stichting Villa Betty. Op 19 oktober 1995 werd het tot rijksmonument verklaard. Daarna werd nog een serre aangebouwd, welke niet onder het monument valt (gegevens 2019). John de Mol heeft het gebouw proberen te bemachtigen; hij zou 34 miljoen hebben geboden, maar de nieuwe eigenaar werd hij niet.
Opname in het monumentregister vond plaats vanwege toegepaste historische interieurstijlen uit verschillen landen en algemeen belang van architectuur- en cultuurhistorische waarde. Er zijn allerlei decoraties in de gevel aangebracht zoals friezen, hoekstenen, sluitstenen en bijzonder metselwerk. Ook de unieke plaats van de villa in een royale tuin aan het Vondelpark was reden het gebouw tot monument te verklaren. Het gebouw is vanaf de openbare weg nauwelijks te zien; het ligt circa 100 meter vanaf de Overtoom. Op het terrein ligt een tennisveld en over een vijver in de tuin ligt een brug; dat een apart rijksmonument vormt, maar nog onbekender is dan de villa.
De film Brandende liefde van Ate de Jong is deels opgenomen in de villa.

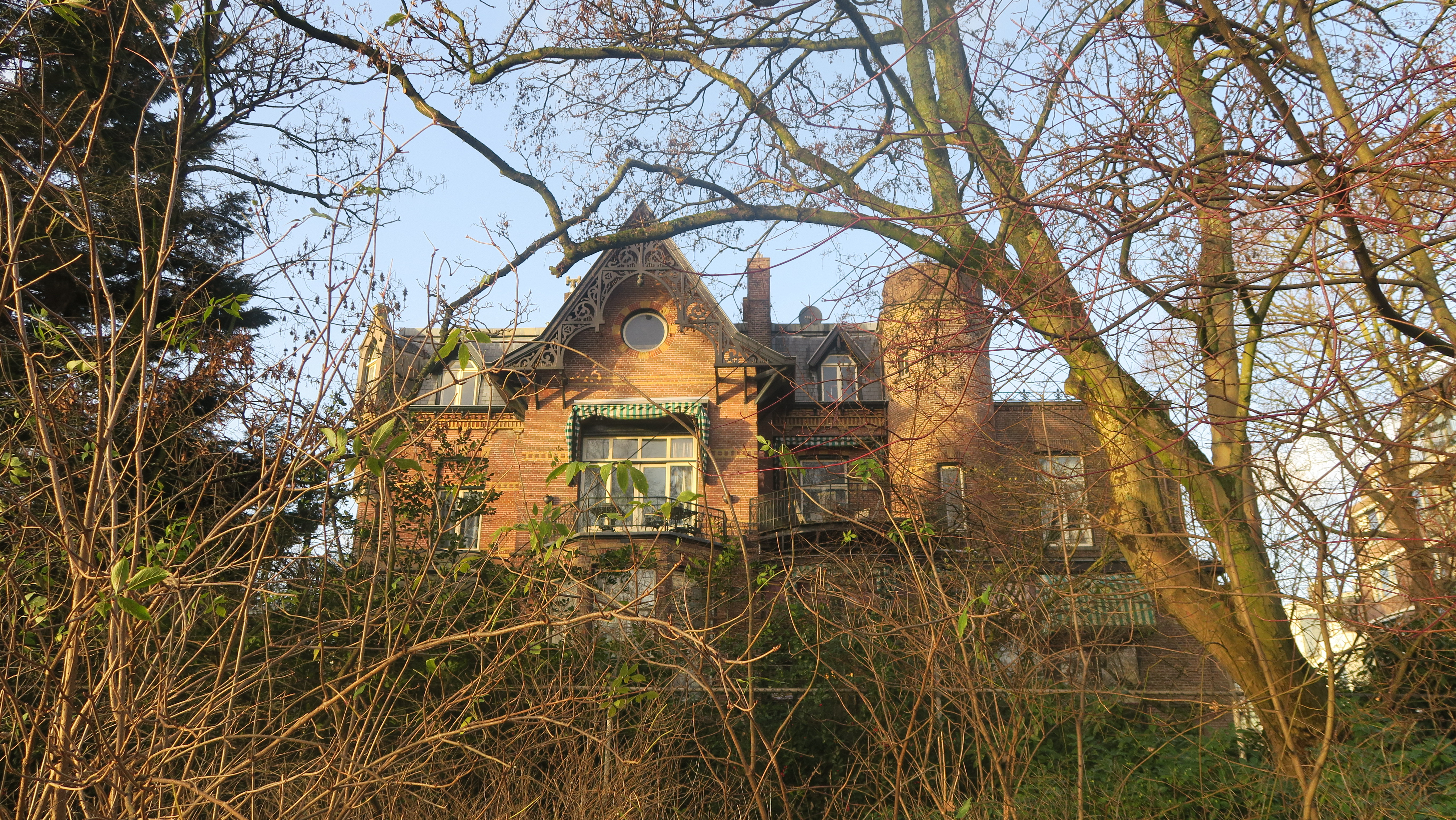
Achtergevel aan het Vondelpark (december 2019)
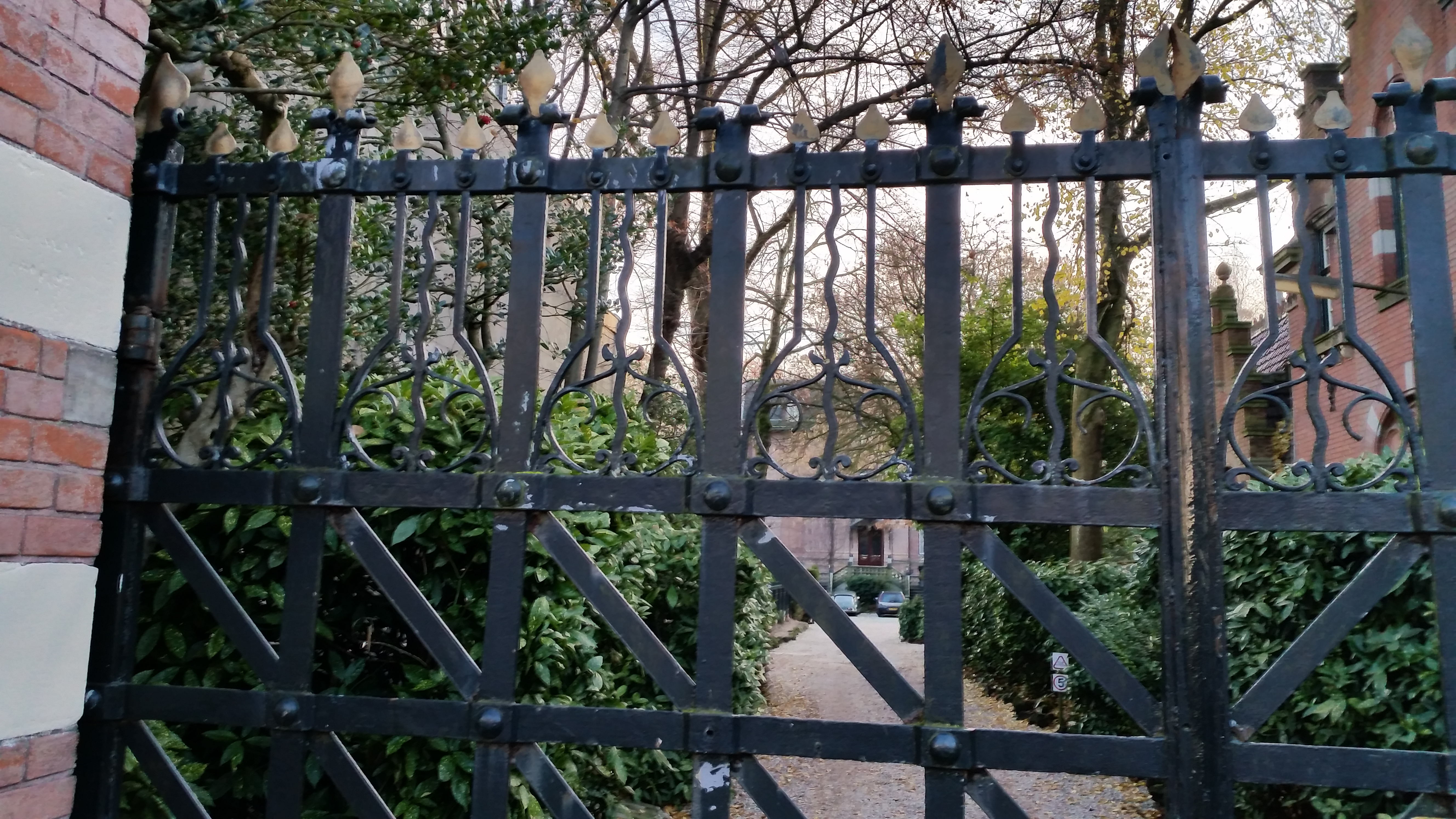
Hekwerk van Villa Betty (december 2019)
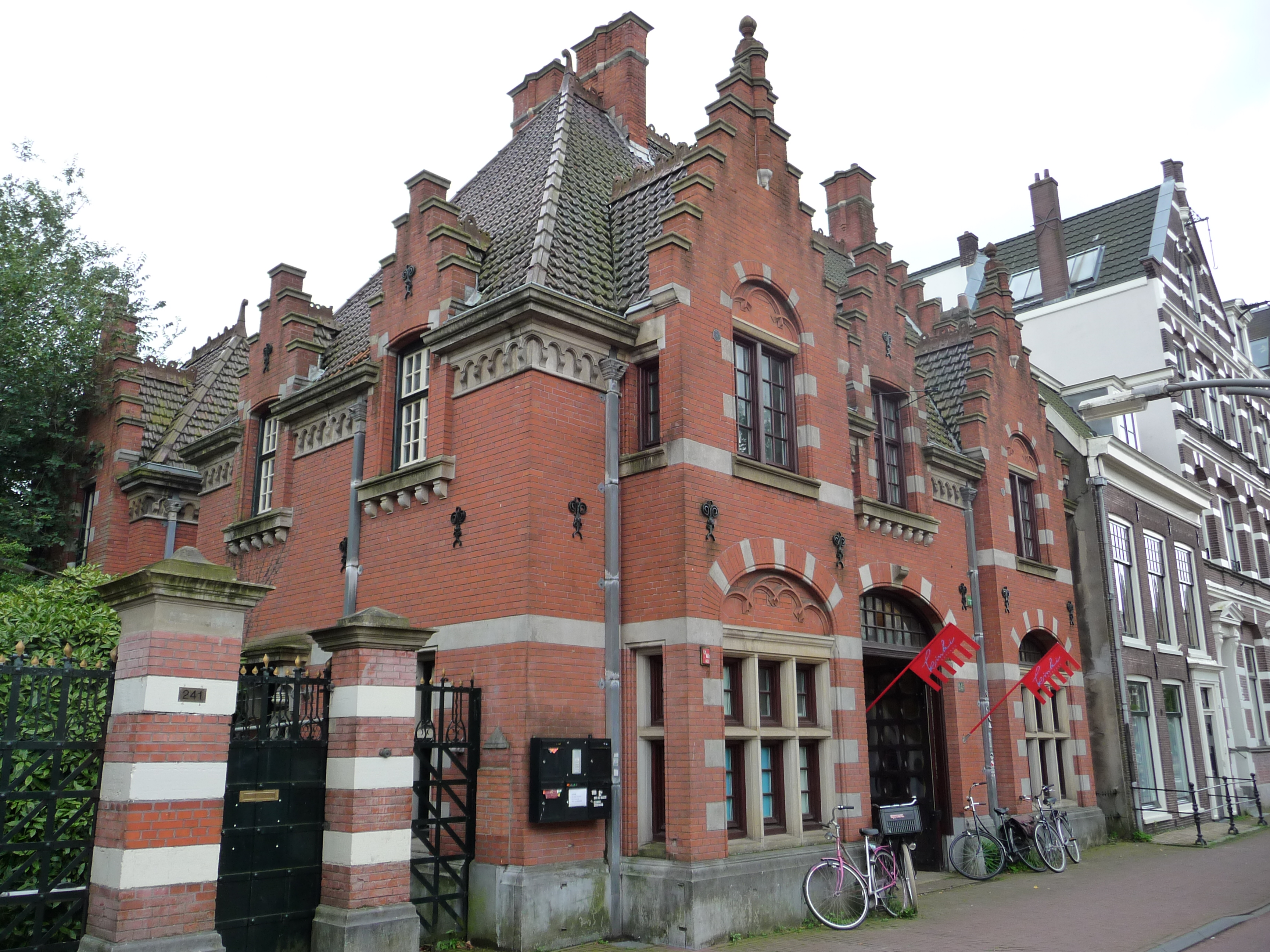
Bijbehorend koetshuis (september 2010), een apart rijksmonument